# Shaoxing

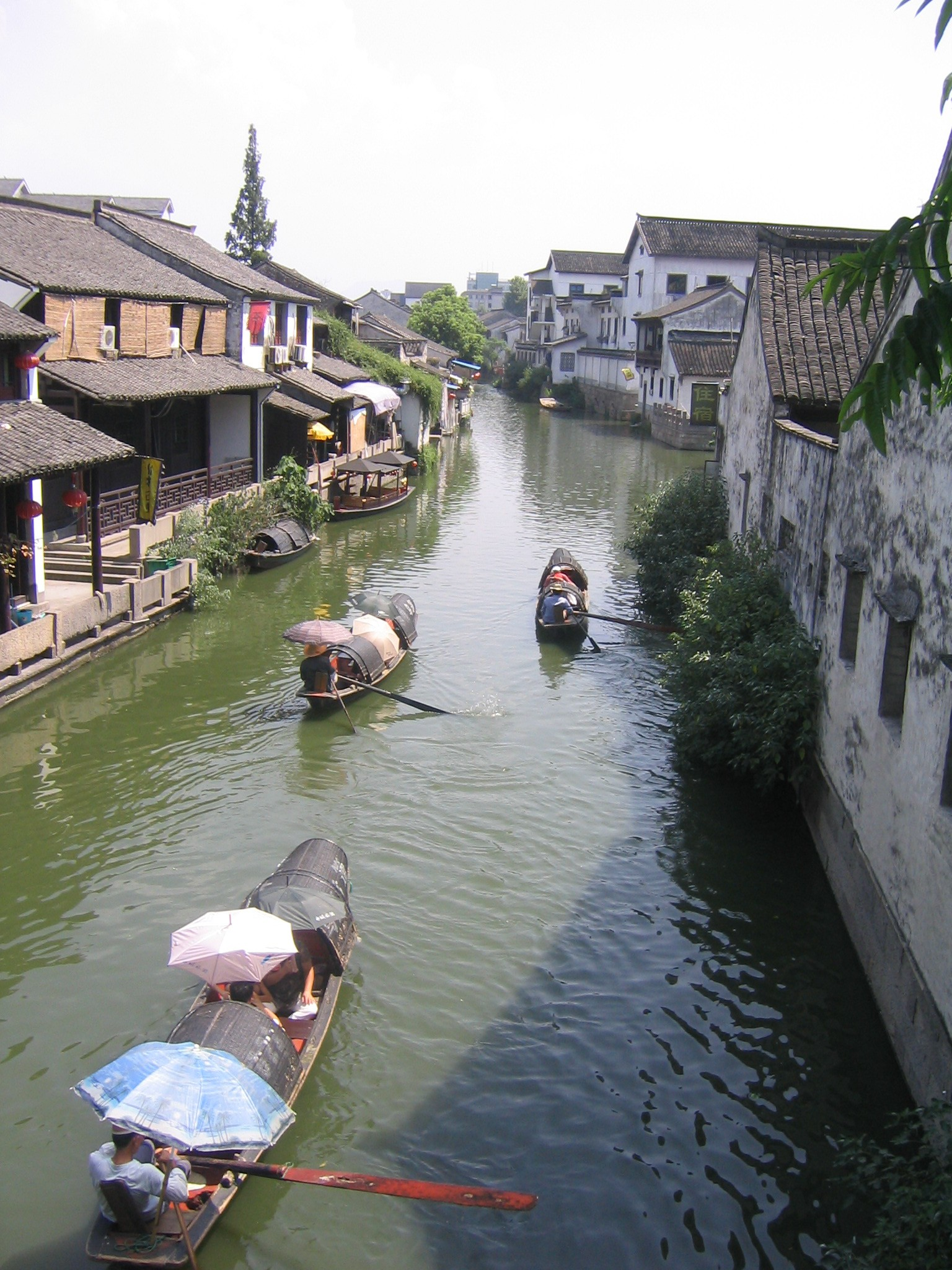
Ein Kanal in Shaoxing

Shaoxing (chinesisch 紹興市 / 绍兴市, Pinyin Shàoxīng Shì, W.-G. Shao-hsing) ist eine bezirksfreie Stadt in der chinesischen Provinz Zhejiang in der Ningshao-Ebene, 65 Kilometer entfernt von der Provinzhauptstadt Hangzhou.
Das Verwaltungsgebiet Shaoxings hat eine Fläche von 8.171 km² und 5.270.977 Einwohner (Stand: Zensus 2020). In dem eigentlichen städtischen Siedlungsgebiet von Shaoxing leben etwa 2.300.000 Menschen (Stand: 2020). Die Durchschnittstemperatur beträgt 16 °C. Im Stadtbezirk Yuecheng gibt es eine Altstadt mit Kanälen und Brücken und verwinkelten Gassen.
Die Stadt besitzt mit der Shaoxing Metro eine U-Bahn. Bei Guniangqiao besteht eine Umstiegsmöglichkeit zur Hangzhou Metro.

## Administrative Gliederung
Auf Kreisebene setzt sich Shaoxing aus drei Stadtbezirken, einem Kreis und zwei kreisfreien Städten zusammen. Diese sind (Stand: Zensus 2020):
- Stadtbezirk Yuecheng (越城区), 493 km², 1.020.037 Einwohner, Zentrum, Sitz der Stadtregierung;
- Stadtbezirk Keqiao (柯桥区, ehemals Kreis Shaoxing), 1.041 km², 1.098.859 Einwohner, Hauptort: Straßenviertel Keqiao (柯桥街道);
- Stadtbezirk Shangyu (上虞区, ehemals Stadt Shangyu), 1.323 km², 839.747 Einwohner, Hauptort: Straßenviertel Baiguan (百官街道);
- Kreis Xinchang (新昌县), 1.214 km², 419.036 Einwohner;
- Stadt Zhuji (诸暨市), 2.311 km², 1.218.072 Einwohner;
- Stadt Shengzhou (嵊州市), 1.789 km², 675.226 Einwohner.

## Berühmte Personen aus Shaoxing und Umgebung
- Xi Shi (西施), eine der vier Schönheiten (* um 506 v. Chr.)
- Wang Xizhi (王羲之), Kalligraph (307–365)
- Wang Shouren (王守仁), Philosoph, Gouverneur und General (1472–1529)
- Xu Wei (徐渭), Maler, Dichter und Dramatiker (1521–1593)
- Cai Yuanpei (蔡元培), Pädagoge, Ethnologe, Esperantist und Rektor der Peking-Universität (1868–1940)
- Qiu Jin (秋谨), Revolutionärin, Dichterin und Feministin (1875–1907)
- Lu Xun (鲁迅), Schriftsteller (1881–1936)
- Zhou Zuoren (周作人), Übersetzer, Schriftsteller und eine Schlüsselfigur in der Bewegung des vierten Mai (1885–1967)
- Chen Yi (陈毅), Politiker (1901–1972)
- Xu Dongxiang (徐 東香), Leichtgewichts-Ruderin (* 1983)
- Meng Guanliang (孟關良), Kanute, Olympiasieger (* 1977)
- Wu Qingfeng (吴卿风), Schwimmerin (* 2003)

## Tourismus
- Lu Xuns Wohnhaus 鲁迅故居
- Ostsee (东湖), riesige Felsen, Möglichkeit, mit kleinen, für Shaoxing typischen Ruderbooten gefahren zu werden
- Dayu-Mausoleum, das Grabmal Yu des Großen (大禹陵), monumentale Palastanlage des Gründers der legendären Xia-Dynastie
- Shen Garten (沈園)
- Lan Ting (蘭亭), Orchideenpavillon – Gartenanlage, Ausstellung über chinesische Kalligraphie, Steininschriften von Wang Xizhi (Lanting Jixu; 蘭亭集序)

Die größte Einkaufsstraße heißt Jiefang Lu (解放路).

## Städtepartnerschaften
- Lübeck, seit 2003

## Sonstiges
- Der Shaoxing-Reiswein (紹興酒) gilt als bester und berühmtester Reiswein Chinas. Er wird zum Trinken und Kochen verwendet.
- Nach einer Studie des amerikanischen Softwarehauses Symantec im März 2010 kamen 21,3 Prozent aller Internetangriffe weltweit aus Shaoxing.[4]